# 根纳季·库普里亚诺夫
根纳季·尼古拉耶维奇·库普里亚诺夫（俄语：Генна́дий Никола́евич Куприя́нов，1905年11月21日—1979年2月28日）苏联政治家，俄罗斯人，曾担任卡累利阿-芬兰苏维埃社会主义共和国共产党第一书记。

## 生平
库普里亚诺夫生于俄罗斯帝国科斯特罗马省，1938年至1940年担任卡累利阿苏维埃社会主义自治共和国党委书记，1939年参与冬季战争。1940年卡累利阿苏维埃社会主义自治共和国升格为卡累利阿-芬兰苏维埃社会主义共和国后，担任卡累利阿-芬兰苏维埃社会主义共和国共产党第一书记。1941年参加苏德战争，担任卡累利阿方面军军委成员，升至少将军衔。1950年受列宁格勒案件牵连被免职后遭逮捕判处死刑，在斯大林的干预下苏联最高法院军事审判庭改判25年强制劳动。斯大林死后获释。1956年平反。